# Mondolfo
Mondolfo är en ort och kommun i provinsen Pesaro e Urbino i regionen Marche i Italien. Kommunen hade 14 360 invånare (2018).